# Graham Balfour
Pour les articles homonymes, voir Balfour (homonymie).
Graham Balfour (2 décembre 1858 - 26 octobre 1929) est un pédagogue réputé, auteur et fils du chirurgien général Thomas Graham Balfour. Il vit près de son cousin, Robert Louis Stevenson pendant les dernières années de la vie de Stevenson, et continue à écrire une biographie de lui. Après avoir écrit quelques livres, il consacre du temps à l'administration de l'éducation, notamment à la gestion du système éducatif du Staffordshire.

## Biographie
Balfour est né à Chelsea, Londres le 2 décembre 1858 et baptisé Thomas Graham Balfour, fils unique de ses parents, Thomas Graham Balfour, chirurgien général (Royaume-Uni) et de Georgina Prentice d'Armagh. Malgré une mauvaise santé, Balfour fréquente le Marlborough College et plus tard, le Worcester College d'Oxford et en 1880 obtient un diplôme en classiques et en 1882 literae humaniores. Il est également récompensé pour son tir à la carabine.
Il devient avocat à Inner Temple en 1885. À partir de mai 1885, il est le tuteur de Francis Russell (2e comte Russell), après le renvoi de Russell d'Oxford, l'accompagnant lors d'une tournée de six mois aux États-Unis entre octobre 1885 et mai 1886. En1891, après la mort de ses parents, il part à Vailima, Samoa, pour vivre près de son cousin Robert Louis Stevenson. Stevenson meurt en 1894, alors Balfour retourne en Angleterre. Il épouse Rhoda Brooke, fille de Leonard Dobbin Brooke de Birkenhead en 1896 et le couple a deux fils, dont Michael Balfour.
Au début des années 1900, il est directeur général de l'éducation pour le Staffordshire alors que l'ensemble du système éducatif est en cours de refonte au sein du gouvernement central. Le système qu'il met en place sert d'exemple au reste du pays. Il est fait chevalier en 1917 et occupe quelques postes gouvernementaux encourageant l'éducation. Balfour est décédé le 26 octobre 1929.
Balfour contribue à un chapitre dans Life and Labor of the People in London de Charles Booth concernant la vie à Battersea 1891–1903. Sa publication de 1898, Educational Systems of Great Britain and Ireland, devient un "ouvrage de référence dans son domaine",.
L'école Sir Graham Balfour, à Stafford et l'école Sir Graham Balfour, Cambodge, portent son nom.